# Anne Mackintosh

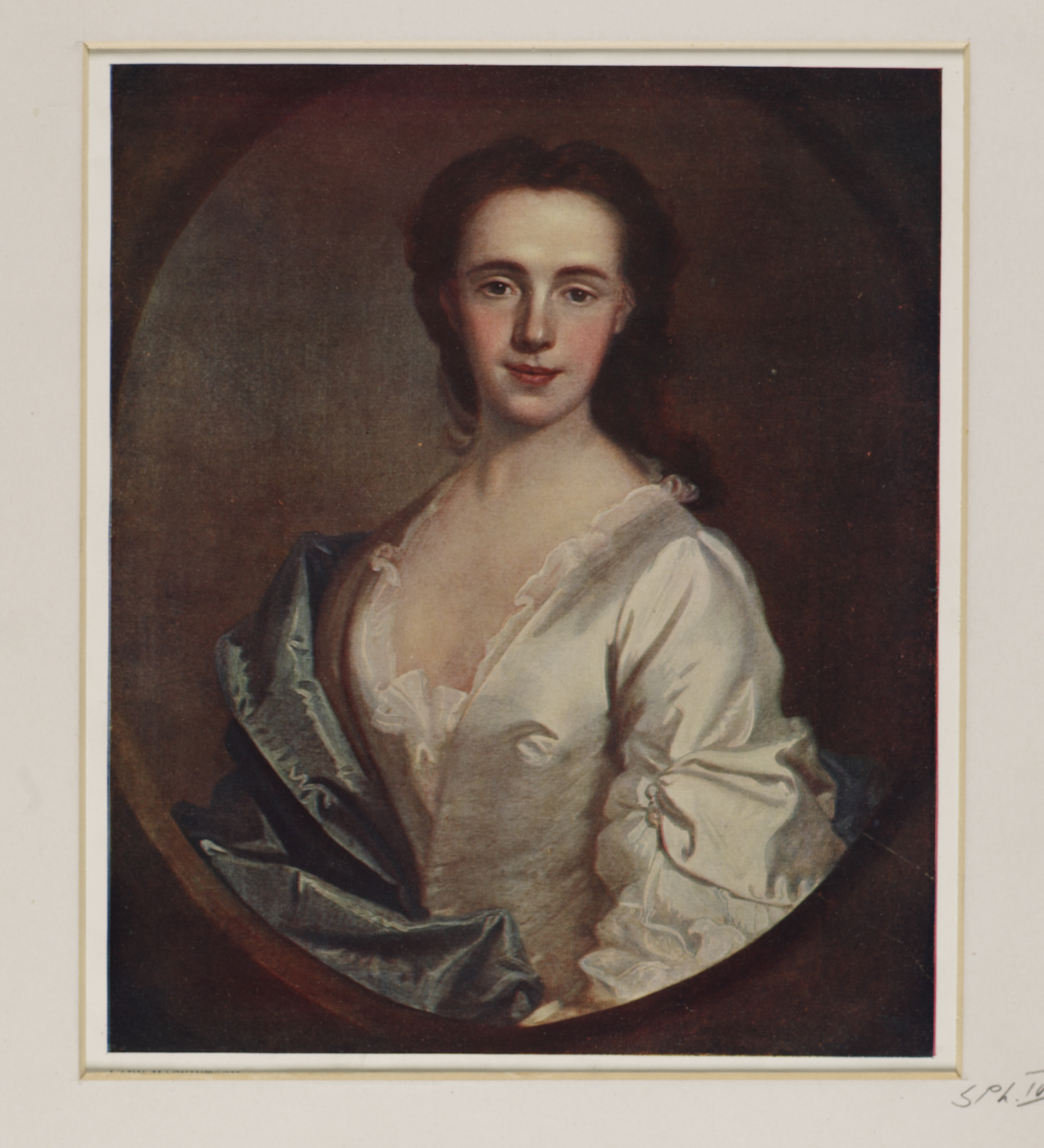
Anne Mackintosh

Anne Mackintosh, född 1723, död 1787, var en skotsk jakobit, känd för sin roll under Jakobitupproren 1745. 
Hon var dotter till John Farquharson of Invercauld, klanhövding för Clan Farquharson, och gift med Angus Mackintosh, för Clan Mackintosh. Hon var liksom sin far och make jakobit. Hon gav sin make aktivt stöd när han rekryterade ett kompani soldater för att strida mot engelsmännen till förmån för Karl Edvard Stuart.